# Germignac
Germignac – miejscowość i gmina we Francji, w regionie Nowa Akwitania, w departamencie Charente-Maritime.
Według danych na rok 1990 gminę zamieszkiwało 539 osób, a gęstość zaludnienia wynosiła 37 osób/km² (wśród 1467 gmin regionu Poitou-Charentes Germignac plasuje się na 528. miejscu pod względem liczby ludności, natomiast pod względem powierzchni na miejscu 610.).